# 里克维尔
里克维尔（法語：Riquewihr，法語發音：[ʁikviʁ] ⓘ）是法国上莱茵省的一个市镇，属于科尔马-里博维莱区。里克维尔位于葡萄酒之路，靠近科尔马，现在看起来和16世纪时差不多，因其历史建筑而成为一个受欢迎的旅游景点，也因出产的雷司令和其他葡萄酒而闻名。2018年，湖南卫视综艺节目《中餐厅》第二季在此取景拍摄。

## 地理
里克维尔（48°9'59"N, 7°17'49"E）面积17.04 平方千米，位于法国大東部大區上莱茵省，该省份为法国东部内陆省份，是阿尔萨斯的一部分，今与下莱茵省组成了阿尔萨斯欧洲集体，其北临下莱茵省，西接孚日省，西南接贝尔福地区省，东侧沿莱茵河与德国相望，南与瑞士接壤。
与里克维尔接壤的市镇（或旧市镇、城区）包括：贝布勒奈姆、欧比尔、于纳维、凯瑟斯贝格-维尼奥布勒、米特尔维尔、里博維萊。
里克维尔的时区为UTC+01:00、UTC+02:00（夏令时）。

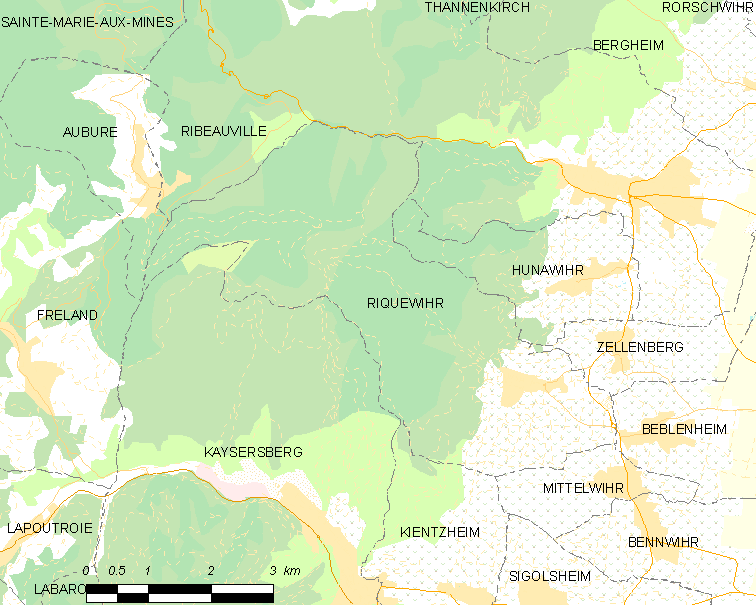
里克维尔的OSM定位图

## 行政
里克维尔的邮政编码为68340，INSEE市镇编码为68277。

## 政治
里克维尔所属的省级选区为圣玛丽欧米讷县。

## 人口

1962-2008年间里克维尔人口变化图示

里克维尔于2022年1月1日时的人口数量为1004人。